# The Heir to the Hoorah
The Heir to the Hoorah er en amerikansk stumfilm fra 1916 af William C. deMille.

## Medvirkende
- Thomas Meighan - Joe Lacy
- Anita King - Geraldine Kent
- Edythe Chapman - Mrs. Kent
- Horace B. Carpenter - Bud Young
- Charles Ogle - Bill Ferguson
- Ernest Joy - Mr. Marshall
- Joane Woodbury - Mrs. Marshall